# Championnat National 2009-2010 (Algeria)
Il Campionato algerino di calcio 2009-10 è stato il 48º campionato algerino di calcio. Cominciato il 6 agosto, è terminato il 31 maggio.

## Squadre partecipanti
| Società               | Città              | Stadio                      |
| --------------------- | ------------------ | --------------------------- |
| AS Khroub             | El Khroub          | Abed Hamdani Stadium        |
| ASO Chlef             | Chlef              | Boumezrag Mohamed Stadium   |
| CA Batna              | Batna              | Seffouhi Stadium            |
| CA Bordj Bou Arreridj | Bordj Bou Arreridj | Stade 20 Août 1955          |
| CR Belouizdad         | Algeri             | Stade 20 Août 1955          |
| ES Sétif              | Sétif              | Stade 8 Mai 1945            |
| JS Kabylie            | Tizi Ouzou         | Stade 1er Novembre          |
| JSM Béjaïa            | Bugia              | Stade de l'Unité Maghrébine |
| MC Alger              | Algeri             | Stade 5 Juillet 1962        |
| MC El Eulma           | El Eulma           | Stade Messaoud Zougar       |
| MC Oran               | Orano              | Stade Ahmed Zabana          |
| MSP Batna             | Batna              | Stade 1er Novembre          |
| NA Hussein Dey        | Algeri             | Stade Frères Zioui          |
| USM Alger             | Algeri             | Omar Hammadi Stadium        |
| USM Annaba            | Annaba             | Stade 19 Mai 1956           |
| USM Blida             | Blida              | Stade Mustapha Tchaker      |
| USM El Harrach        | Algeri             | Stade 1er Novembre          |
| WA Tlemcen            | Tlemcen            | Stade Akit Lotfi            |

## Classifica finale
|  |     | Classifica finale 2009-2010 | Pti | G  | V  | N  | P  | GF | GS | DR  |
|  | --- | --------------------------- | --- | -- | -- | -- | -- | -- | -- | --- |
|  | 1.  | MC Alger                    | 66  | 34 | 18 | 12 | 4  | 50 | 23 | +27 |
|  | 2.  | ES Sétif                    | 63  | 34 | 17 | 12 | 5  | 51 | 32 | +19 |
|  | 3.  | JS Kabylie                  | 54  | 34 | 15 | 9  | 10 | 39 | 27 | +12 |
|  | 4.  | USM Alger                   | 53  | 34 | 14 | 11 | 9  | 47 | 33 | +14 |
|  | 5.  | USM El Harrach              | 52  | 34 | 13 | 13 | 8  | 46 | 33 | +13 |
|  | 6.  | JSM Béjaïa                  | 52  | 34 | 13 | 13 | 8  | 47 | 35 | +12 |
|  | 7.  | USM Annaba                  | 49  | 34 | 12 | 13 | 9  | 40 | 35 | +5  |
|  | 8.  | WA Tlemcen                  | 46  | 34 | 12 | 10 | 12 | 43 | 43 | 0   |
|  | 9.  | CR Belouizdad               | 46  | 34 | 12 | 10 | 12 | 37 | 38 | -1  |
|  | 10. | CA Bordj Bou Arreridj       | 46  | 34 | 13 | 10 | 11 | 41 | 45 | -4  |
|  | 11. | AS Khroub                   | 45  | 34 | 12 | 9  | 13 | 37 | 45 | -8  |
|  | 12. | ASO Chlef                   | 43  | 34 | 11 | 13 | 14 | 39 | 43 | -4  |
|  | 13. | MC El Eulma                 | 43  | 34 | 11 | 10 | 13 | 33 | 36 | -3  |
|  | 14. | USM Blida                   | 43  | 34 | 11 | 10 | 13 | 30 | 33 | -3  |
|  | 15. | MC Oran                     | 41  | 34 | 10 | 11 | 13 | 33 | 42 | -9  |
|  | 16. | CA Batna                    | 37  | 34 | 10 | 7  | 17 | 27 | 40 | -13 |
|  | 17. | MSP Batna                   | 24  | 34 | 5  | 9  | 20 | 23 | 54 | -31 |
|  | 18. | NA Hussein Dein             | 19  | 34 | 3  | 10 | 21 | 22 | 49 | -27 |

### Verdetti
- MC Alger campione d'Algeria 2009-2010 e qualificato in Champions League 2011.
- ES Sétif qualificata in Champions League 2011.
- JS Kabilye qualificata in Coppa della Confederazione CAF 2011.
- CA Batna, MSP Batna e NA Hussein Dein retrocesse in Seconda Divisione algerina 2010-2011.

Hadj Bouguèche (MC Alger) campione dei marcatori (17 reti).